# Arcangelo Esposito
Arcangelo Esposito (Avellino, 15 settembre 1956) è un pittore italiano.

## Biografia
Formatosi all'Accademia di belle arti di Roma, esordisce a Milano e prosegue l'attività espositiva all'estero, per gran parte in area tedesca. Nel 1997 viene curata da Walter Guadagnini una monografia dedicata.
Partecipa alle Quadriennali di Roma del 1986 e del 1996, mentre nel 1999 si aggiudica ex aequo il primo premio al XXXIX Premio Suzzara con il dipinto Misteri, giocato su una ricerca materica e coloristica di matrice espressionista, da allora conservato nel Museo Galleria del Premio Suzzara.
Nel 2015 riceve il premio Bugatti-Segantini alla carriera artistica.

## Produzione artistica
Le tematiche dei suoi dipinti sono legate ad una connotazione arcaica e magica della realtà, mentre la ricerca estetica è giocata sull'accostamento del bianco e nero agli ocra e ai rossi. Oltre che come pittore, è attivo come incisore, scultore e video artist.